# Fabriciana niraea
Fabriciana niraea är en fjärilsart som beskrevs av Charles Oberthür 1913. Fabriciana niraea ingår i släktet Fabriciana och familjen praktfjärilar. Inga underarter finns listade i Catalogue of Life.